# Semorina
Semorina is een geslacht van spinnen uit de familie springspinnen (Salticidae).

## Soorten
De volgende soorten zijn bij het geslacht ingedeeld:
- Semorina brachychelyne Crane, 1949
- Semorina iris Simon, 1901
- Semorina lineata Mello-Leitão, 1945
- Semorina megachelyne Crane, 1949
- Semorina seminuda Simon, 1901